# تسل در ویزنتال
شهر تسل در ویزنتال (به آلمانی: Zell im Wiesental) در ایالت بادن-وورتمبرگ در کشور آلمان واقع شده‌است.